# Аполоний Родоски
Вижте пояснителната страница за други личности с името Аполоний.
Аполоний Родоски (на гръцки: Ἀπολλώνιος Ῥόδιος) е епически поет и граматик от Елинистичен Египет, главен библиотекар на Александрийската библиотека.
Неговото най-известно произведение е „Аргонавтика“ – поемата, в която е описан походът на аргонавтите в търсене на Златното руно. Александриец по рождение, той е притеглен към центъра на науката по това време – Александрийската библиотека. Там става ученик на Калимах, който по това време успешно пише епиграми и други кратки творби. Аполоний е привлечен от епическата поезия. След като напуска Александрийската библиотека поради различия с Калимах и след критика към поемата му „Аргонавтика“, отива на о.Родос където я довършва и преработва. На Родос спечелва уважението на местните хора и те му дават гражданство. В знак на любов и признателност към града, той вече започва да се подписва като Аполоний Родоски. След това се връща в Александрийската библиотека. В периода 260 – 247 пр.н.е. Аполоний е главен библиотекар. Бидейки сред най-уважаваните учени, Аполоний Родоски става един от възпитателите на Птолемей III. Той е автор на неоцелели критически съчинения, посветени в частност на Архилох и Хезиод, а също и на трактата „Срещу Зенодот“, съдържащ критически нападки по адрес на първия управител на Александрийската библиотека Зенодот.

## Издания
- Apollonios Rhodios. The Argonautika. Green, Peter, trans. Berkeley and Los Angeles: University of California Press, 1997. Pp. 490; Expanded Edition. Berkeley, Unversity of California Press, 2008, 524 pp.
- Аполлоний Родосский. Аргонавтика = Аргоnаuтiка. Подг. Н. А. Чистякова. М., Ладомир; Наука, [2001].
- Apollonius Rhodius. Argonautica. Ed. and tr. by William H. Race. Cambridge, Mass.; London: Harvard University Press, 2009. xxxii, 511 pp. (Loeb classical library, 1).

## Изследвания
- Папаринска, Вита Ю. Жизнь и творчество Аполлония Родосского. Рига: ЛГУ, 1989.
- Чистякова Н. А. Эллинистическая поэзия: Литература, традиции и фольклор. Л.: Изд-во ЛГУ, 1988, 101 – 118.
- Антипенко А. Л. Путь предков. Традиционные мотивы в „Аргонавтике“ Аполлония Родосского. М.: Ладомир. 2005.